# Seether
Seether este o formație rock sud-africană fondată în 1999 în Pretoria, Gauteng. Formația a cântat inițial sub numele de Saron Gas până în 2002, când s-au mutat în Statele Unite și l-au schimbat în Seether pentru a evita confuzia cu substanța chimică mortală cunoscută sub numele de sarin gas. Vocalistul principal și chitaristul Shaun Morgan este cel mai vechi membru al formației, basistul Dale Stewart s-a alăturat la ei la scurt timp după formare, în timp ce bateristul John Humphrey li s-a alăturat pentru al doilea album al formației. Mai mulți chitariști notabili, cum ar fi fratele lui Corey, Clint, și Troy McLawhorn, au făcut turnee sau au înregistrat cu trupa, cu toate acestea, Shaun a înregistrat majoritatea pieselor de chitară pentru înregistrările formației.
Seether a câștigat popularitate în 2002 cu single-ul lor numărul 1 din Active Rock, "Fine Again". Succesul lor a fost susținut în 2004 cu single-ul "Broken", care a ajuns pe locul 20 în Billboard Hot 100. Au avut un succes continuu cu numeroase hituri pe lista Hot Mainstream Rock Tracks, cum ar fi "Remedy", "Fake It", "Country Song", "Tonight", "Words as Weapons", "Let You Down" și "Dangerous", "Bruised and Bloodied" și "Wasteland". Seether a lansat opt albume de studio, cel mai recent album, intitulat Si vis pacem, para bellum, a fost lansat pe 28 august 2020. 